# Castolin Eutectic
Die Castolin Eutectic Group ist eine weltweit tätige Unternehmensgruppe und Anbieter von Lösungen auf den Gebieten Reparatur, Instandhaltung und Verschleißschutz. Der Hauptsitz der Castolin Eutectic Group befindet sich in Kriftel.
Die Castolin Eutectic Group produziert und vertreibt Produkte im Bereich Schweißen, Löten und thermisches Spritzen.

## Geschichte
Das Unternehmen wurde 1906 durch Jean-Pierre Wassermann in der Nähe von Lausanne in der Schweiz gegründet. Es stellte Produkte für Wartungsschweißarbeiten unter Niedrigtemperatur her. Der Sohn des Firmengründers, Professor René Wassermann, gründete 1930 die Eutectic Welding Alloys Corporation in New York City.
Die mit dem Zweiten Weltkrieg einhergehende Rohstoffverknappung führte zu steigender Bedeutung des Wartungsschweißens. Nach Kriegsende expandierte man 1950 durch Gründung von internationalen Tochtergesellschaften und Fertigungsstandorten. 1960 wurden die CastoLabs® (Service Workshops) ins Leben gerufen, Castolin und Eutectic verbanden ihre Geschäftsaktivitäten unter dem Markennamen Castolin + Eutectic.
Die Unternehmenszentrale wurde 1978 nach St. Sulpice bei Lausanne verlegt. Im Jahr 2000 wurden die Firmen Castolin + Eutectic und Messer Cutting & Welding (eine Tochtergesellschaft der Messer Group) unter mehrheitlicher Beteiligung der Carlyle Group in der MEC Holding GmbH zusammengeführt, die Anteile der Carlyle Group nach fünf Jahren wiederum an die Messer Industrie Holding GmbH verkauft. Das Unternehmen Castolin Eutectic expandierte 2007 auf neue Märkte in Osteuropa und Asien und eröffnete auf diesen zehn neue Niederlassungen. 2020 verkaufte Messer Castolin Eutectic vollständig an Paragon Partners. Es handelte sich um eine der größten Private-Equity-Transaktionen während der Corona-Pandemie.